# Симфония (Скиербек)
Симфония Op. 15 — произведение датского композитора Поуля Скиербека.

## Состав
1. Allegro (Утро на пляже, дат. Morgen ved Stranden)
2. Lento molto
3. Allegretto molto comodo e quasi indolente (dolce far niente)
4. Variazioni sinfonici

Примерная продолжительность звучания 46 минут.

## История произведения
Начало работы над симфонией относится к 1916 году. Первая часть была завершена к 1919 году, когда композитор получил стипендию, позволявшую ему предпринять в целях профессионального совершенствования поездку по разным странам Европы. В течение 1920 года Скиербек работал над симфонией в Великобритании, Франции и Италии, завершив финал весной 1921 года в датской деревушке Олсгорде (в настоящее время в составе города Хеллебэк близ Хельсингёра).

## Исполнения и записи
Премьера симфонии состоялась 15 февраля 1922 года в Гётеборге, Гётеборгским симфоническим оркестром дирижировал учитель Скиербека Карл Нильсен. В том же году симфония впервые прозвучала в Копенгагене, а в 1923 году автор успешно дирижировал ею в Хельсинки. В дальнейшем, однако, произведение Скиербека надолго исчезло из репертуара, воскреснув лишь в 1990-е гг. благодаря появившейся записи (1993, Оркестр Лодзинской филармонии под управлением Ильи Ступеля).